# 圣米歇尔 (阿列日省)
圣米歇尔（法語：Saint-Michel，法語發音：[sɛ̃ miʃɛl] ⓘ）是法国阿列日省的一个市镇，属于帕米耶区。

## 地理
圣米歇尔（43°8'6"N, 1°30'9"E）面积5.92 平方千米，位于法国奧克西塔尼大區阿列日省，该省份为法国西南部内陆省份，西部和北部与上加龙省接壤，东临奥德省，东南至东比利牛斯省接壤，南与安道尔和西班牙接壤。
与圣米歇尔接壤的市镇（或旧市镇、城区）包括：阿尔蒂加、埃斯科斯、莱斯库斯、马迪耶尔、圣马丹多伊德。

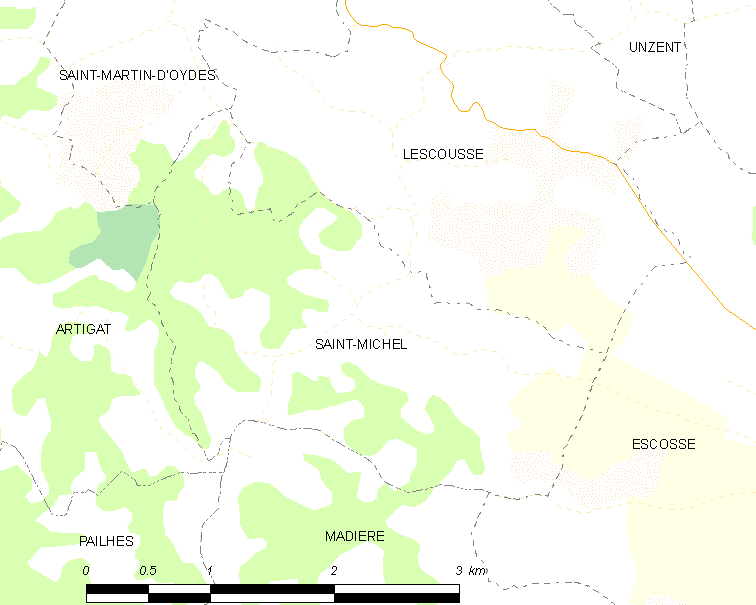
的OSM定位图

圣米歇尔的时区为UTC+01:00、UTC+02:00（夏令时）。

## 行政
圣米歇尔的邮政编码为09100，INSEE市镇编码为09271。

## 政治
圣米歇尔所属的省级选区为帕米耶第一县。

## 人口

1962-2008年间人口变化图示

圣米歇尔于2022年1月1日时的人口数量为91人。